# Oenomys
Oenomys é um gênero de roedores da família Muridae.

## Espécies
- Oenomys hypoxanthus (Pucheran, 1855)
  - Oenomys hypoxanthus albiventris (Eisentraut, 1968)
- Oenomys ornatus Thomas, 1911
- Oenomys tiercelini